# Boba Lobilo
Florian Boba Lobilo (né le 10 avril 1950 à l'époque au Congo belge, aujourd'hui en République démocratique du Congo) est un joueur de football international congolais (RDC), qui évoluait au poste de défenseur. Il vit actuellement de petit commerce dans le Nord-Kivu, précisément dans le territoire de Walikale. 

## Biographie

### Carrière en club
Il commence sa carrière en tant qu'attaquant et en 1971 l'entraîneur Kalambay le reconverti en défenseur.
Avec le Vita Club, il remporte la Coupe des clubs champions africains en 1973.

### Carrière en sélection
Avec l'équipe du Zaïre, il joue 12 matchs (pour aucun but inscrit) entre 1974 et 1982.
Il figure dans le groupe des sélectionnés lors de la Coupe du monde de 1974. Lors du mondial organisé en Allemagne, il joue trois matchs : contre l'Écosse, la Yougoslavie et le Brésil.
Il participe également à la Coupe d'Afrique des nations de 1974 remportée par son équipe.

## Vie privée
Il a fait ses études au Collège Saint Théophile

## Palmarès
| Vita Club - Coupe des clubs champions africains (1) : - Vainqueur : 1973. |  | Zaïre - Coupe d'Afrique des nations (1) : - Vainqueur : 1974. |